# Oavgjort resultat
Oavgjort resultat innebär att det mellan två eller flera lag eller spelare i ett spel, en lek, en sport, en idrott eller vilket slags tävling som helst, som har avslutats, inte kan utses någon vinnare. Att få oavgjort är bättre än att förlora, men sämre än att vinna. Även i krig talar man om att slag slutar oavgjort.
I schack kallas oavgjort för remi.
I boxning kan två klubbar i en lagmatch eller två nationer i en landskamp komma överens om ett oavgjort domslut, när majoriteten av poängdomarna dömt lika. Även en skada i första ronden kan resultera i oavgjort.